# Мара испытывает Будду
Картина «Мара испытывает Будду» была создана неизвестным китайским или центральноазиатским художником, работавшим в период Пяти династий (907—960 годы). Эксперты относят её создание к началу X века. Это религиозное произведение, которое было создано для буддийской литургии, по сути это буддийская икона. Она написана на шёлке, её размеры 144,4×113 см.

## Происхождение
Картина хранилась в одной из пещер большого храмового комплекса в Дуньхуане, в так называемой «пещере манускриптов», где было сложено множество буддийских рукописных книг. Её обнаружил в 1908 году в ходе экспедиции французский синолог Поль Пеллио, и вместе с другими буддийскими сокровищами — редкими рукописями, статуями и произведениями живописи, — отправил из Китая в Париж. В 1909 году Пеллио вернулся в Париж и занялся составлением описательного каталога. Привезённые им рукописи (30 000 экземпляров) были помещены в Национальную библиотеку Франции, а произведения искусства отданы в Лувр. Позднее, в 1945—1946 годах, живопись и скульптура, привезённые Пеллио, из Лувра были переданы в Музей Гиме. Среди этих произведений была и картина «Мара испытывает Будду», которая с тех пор хранится в этом музее.

## Сюжет
В произведении изображена кульминационная точка в жизни основателя буддизма Будды Шакьямуни — ночь, проведённая в медитации, его победа в эту ночь над богом Смерти Марой, и наступившее вслед за этим пробуждение (или просветление). Будда, прошедший к этому моменту длительную духовную эволюцию от купавшегося в роскоши царского сына до монаха-отшельника, умерщвлявшего плоть ради отречения от земных благ, пришёл к выводу, что и то и другое не ведёт к истине. Истина, как это бывает, открылась неожиданно. «В 14-й день месяца вайшакха» Будда привычно расположился для медитации под деревом. Ночью взошла полная луна. Он как обычно прошёл четыре стадии созерцания — так Гаутама ежедневно очищал свой ум. Далее он вошёл в привычный транс, перекрыв все пять каналов чувственного восприятия — так усмиряются желания. Затем он вошёл во второй транс — в состояние остановки мыслительного потока — точка, в которой возникли умиротворённость и счастье. Далее он достиг точки равновесия к тому, что радует, и к тому, что отвращает. Затем, отринув радость и боль, приподнятость и подавленность он перешёл в четвёртый транс. Однако каждое из этих четырёх состояний было не только внутренним психологическим продвижением, но одновременно и проникновением его духа в мировую «истинную реальность». Более всего этого продвижения Гаутамы к истине опасался бог Смерти Мара. Ибо Гаутама одерживал победу, прежде всего, над ним — ведь смерть не властна над Просветлённым.
Легенды гласят, что Мара всю ночь Просветления сражался то как взбесившийся буйвол, то как бог Зла, всячески противясь творимому подвигу. Он насылал на Гаутаму толпы злых духов, страшных оборотней и виев, но Будда даже не замечал их. Тогда в небесно-прекрасном лике и в безумно соблазнительном виде явились дочери Мары — воплощение сладострастия, похоти и других губительных пороков. Но от них Будда был защищён силой великой Любви (майтри) и великого сострадания (каруна) ко всему живому. Следом Мара устроил землетрясение и ураган, но ни один волос не дрогнул на голове Будды — его охраняли десять совершенных качеств, обретённых в этой и прошлых жизнях: щедрость, нравственная чистота, способность к отречению, интуитивная мудрость, самоотверженность, терпение, правдивость, решимость, любовь ко всем существам и невозмутимость. После этого, бог Зла и Смерти отступил, склонив свою непокорную голову перед Победителем.

## Описание
На картине изображена высшая точки атаки нечисти, возглавляемой Марой. В её центре на алмазном троне восседает невозмутимый Будда. Вокруг его тела и головы светится гало, состоящее из духовной энергии, а за его спиной символически изображено дерево, под которым он сидит. Вся сцена залита синеватым светом — так художник хотел дать понять, что действие разворачивается ночью, при луне. Будда сидит в позе, которую в буддийской иконографии называют «бхумиспарша-мудра» — призвание земли в свидетели. Со времен появления махаяны это одна из самых распространённых поз, в которых изображался Будда — он призывает землю засвидетельствовать происходящее, прикасаясь к ней, или опустив правую руку вниз. Злобный Мара изображён возле трона справа от Будды; в красном одеянии и золотой короне, в окружении своих похотливых дочерей, он, воздев руки, потрясает символом своей власти. На всём остальном пространстве картины творится такой разгул нечисти, какой не встретишь даже на картинах Босха. Со звериными головами, с головами из которых торчат змеи, с мордами неведомых монстров, белые, жёлтые, коричневые, синие, и даже зеленые они полчищами наступают на Будду, визжа, шипя, и стреляя из всех видов оружия, но все тщетно — силой своего просветления Гаутама прямо в воздухе превращает их стрелы в цветы, которые падают по всему пространству картины. В этом злобном дьявольском сонме своей особенно мерзкой фантазией выделяется демон, который, наклонившись, и выпучив глаза, источает некое пламенеющее зловоние прямо под носом Просветлённого. Однако и этот тяжкий труд демона не приносит успеха — Гаутама невозмутим.
С правой и с левой стороны картины изображены двенадцать явлений Будды, а в нижней её части семь сокровищ Чакравартина — восьмиугольник, военачальник, конь, слон и т. д., которые также были символическими атрибутами Будды, и в разных сочетаниях вошли в иконографию буддийских изображений; они символизируют власть Будды над «тремя мирами».

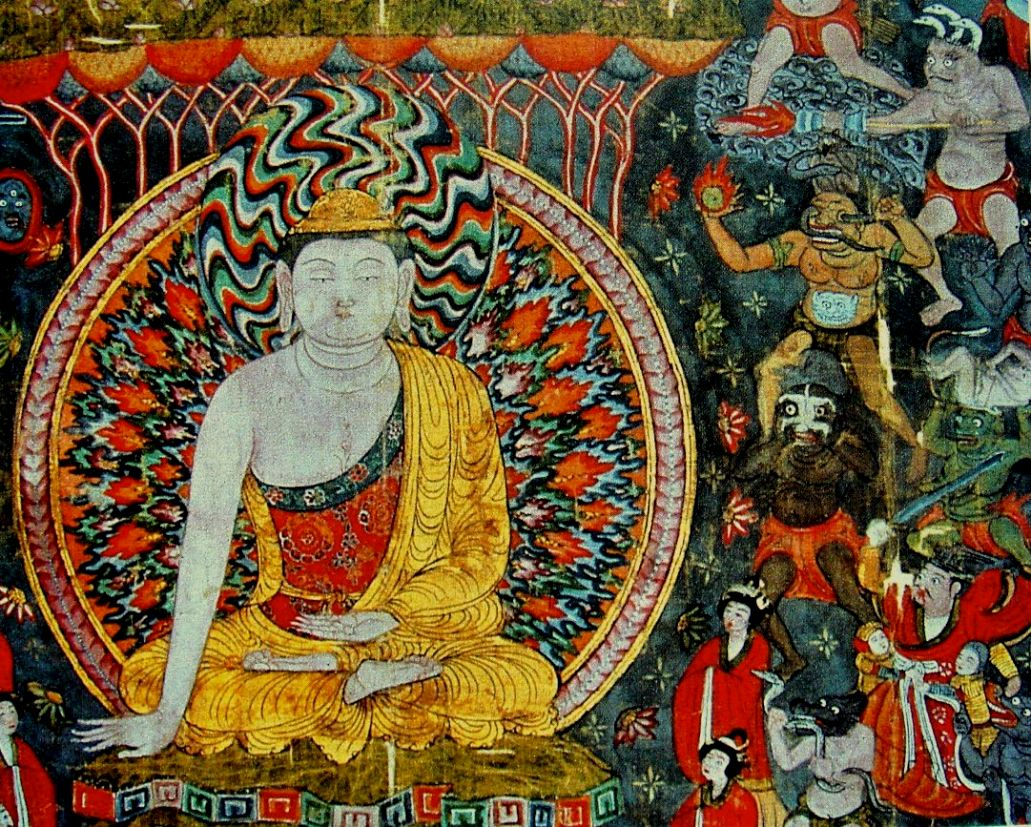
Мара испытывает Будду. деталь. нач. X в. Париж, Музей Гиме. В правом верхнем углу: один демон бросает подожжённую гранату, второй целится в Будду из «горящей пики».

## Вооружения
Художник, написавший это произведение, по сути изобразил войну. Несмотря на всю фантастичность происходящего, армия демонов, наступающая на Гаутаму, вооружена по последнему слову техники. У них мечи и луки, одна их часть восседает на колеснице, организованно стреляя из луков (в правой нижней части картины; в левой части картины такая же колесница опрокинута силой духа Гаутамы), другая часть воинства стреляет со спин слонов. Однако самым удивительным является то, что демоны используют порох. Один из них, по мнению учёных, бросает пороховую гранату, второй размахивает огненной (пороховой?) пикой или стреляет из примитивного ружья. Эта картина является косвенным свидетельством того, что порох китайцы знали задолго до 1044 года, от которого до нас дошло первое упоминание о нём.

## Стиль
В иконографическом отношении эта картина не имеет прямых аналогов; особенно это касается злобности и воинственности, с которой выступают демоны Мары — для буддийской живописи они беспрецедентны. Известно множество более древних изображений Будды в позе «бхумиспарша мудра», но это единственное, что связывает предыдущую буддийскую традицию с этой картиной. Её стиль представляет собой сложную смесь из различных иконографических влияний, распространённых в буддийском искусстве Центральной Азии того времени. Множеству городов-оазисов, процветавших вдоль Великого шёлкового пути, соответствовало и множество толкований буддийской доктрины в них, поэтому картина буддизма в тот период была не менее пестрой, чем сейчас, а результатом её явились такие оригинальные произведения живописи, как «Мара испытывает Будду».